# IPhone 5s
iPhone 5s (ili iPhone 5S) je sedma generacija Appleovog mobilnog telefona serije iPhone. Predstavljen je 10. rujna 2013. godine.

## Tehničke karakteristike

#### Težina i dimenzije
- Visina: 123,8 mm
- Širina: 58,6 mm
- Dubina: 7,6 mm
- Težina: 112 grama

Operacijski sustav
- IOS 10

#### Čip
- A7 čip sa 64-bitnom arhitekturom
- M7 Koprocesor za obradu pokreta

#### Mobilno i bežično povezivanje
- Model A1533 (GSM)
- Model A1533 (CDMA)
- Model A1453
- Model A1457
- Model A1530

#### Kamera
- 8 megapiksela (3264 × 2448 piksela i omjer stranica 4:3), s pikselima veličine 1,5 µ
- ƒ/2.2 promjer objektiva
- True Tone bljeskalica

#### FaceTime kamera
- Fotografije od 1,2 MP (1280 x 960 piksela i omjer stranica 4:3)
- HD videosnimanje od 720p
- BSI senzor

#### Jezici
- Jezična podrška

engleski (SAD), engleski (UK), kineski (pojednostavljeni), kineski (tradicionalni), francuski, njemački, talijanski, japanski, korejski, španjolski, arapski, katalonski, hrvatski, češki, danski, nizozemski, finski, grčki, hebrejski, mađarski, indonezijski, malajski, norveški, poljski, portugalski, portugalski (Brazil), rumunjski, ruski, slovački, švedski, tajlandski, turski, ukrajinski, vijetnamski